# Levinhac (Alta Garona)
Levinhac (francès Lévignac-sur-Save) és un municipi del departament francès de l'Alta Garona, a la regió d'Occitània.